# Jan Magistri
Jan Magistri (Joannaes Magistri, Joannes de Magistris, Jean de Lemaître, ur. 1431, zm. 1482) – filozof średniowieczny, logik.

## Życiorys
Był doktorem na uniwersytecie w Paryżu, gdzie należał do przedstawicieli szkotyzmu, który zaczął odradzać się w II poł. XV w. Klasyfikuje się go jako szkotystę ortodoksyjnego. Należał do zgromadzenia braci mniejszych.

## Dorobek i poglądy
Był znany jako komentator Organonu Arystotelesa i Summalae logicales Piotr Lombarda.
Logikę traktował jako odrębną naukę, ale w ramach filozofii. Podkreślał jej teoretyczny charakter.

## Recepcja w Polsce
Za sprawą Michała Twaroga z Bystrzykowa poglądy Jana Magistri były szczególnie popularne wśród akademików krakowskich (Biblioteka Jagiellońska jest w posiadaniu wszystkich jego dzieł).

## Dzieła
- Dicta seu glossulae circa Summulas Petri Hispani, cum textu
- Quaestiones super totum cursum logicae
- Questiones super tota philosophia naturali